# Les Pineaux
Les Pineaux és un municipi francès situat al departament de Vendée i a la regió de País del Loira. L'any 2007 tenia 550 habitants.

## Demografia

### Població
El 2007 la població de fet de Les Pineaux era de 550 persones. Hi havia 216 famílies de les quals 56 eren unipersonals (28 homes vivint sols i 28 dones vivint soles), 60 parelles sense fills, 76 parelles amb fills i 24 famílies monoparentals amb fills.
La població ha evolucionat segons el següent gràfic:
Habitants censats

### Habitatges
El 2007 hi havia 252 habitatges, 222 eren l'habitatge principal de la família, 19 eren segones residències i 11 estaven desocupats. Tots els 250 habitatges eren cases. Dels 222 habitatges principals, 180 estaven ocupats pels seus propietaris, 36 estaven llogats i ocupats pels llogaters i 6 estaven cedits a títol gratuït; 1 tenia una cambra, 8 en tenien dues, 36 en tenien tres, 61 en tenien quatre i 116 en tenien cinc o més. 186 habitatges disposaven pel capbaix d'una plaça de pàrquing. A 93 habitatges hi havia un automòbil i a 115 n'hi havia dos o més.

### Piràmide de població
La piràmide de població per edats i sexe el 2009 era:
| Homes | Edats   | Dones |
| ----- | ------- | ----- |
| 0     | 95 o +  | 0     |
| 0     | 90 a 94 | 0     |
| 12    | 85 a 89 | 4     |
| 0     | 80 a 84 | 8     |
| 4     | 75 a 79 | 8     |
| 16    | 70 a 74 | 24    |
| 12    | 65 a 69 | 4     |
| 12    | 60 a 64 | 16    |
| 16    | 55 a 59 | 8     |
| 16    | 50 a 54 | 12    |
| 8     | 45 a 49 | 12    |
| 24    | 40 a 44 | 16    |
| 20    | 35 a 39 | 12    |
| 12    | 30 a 34 | 4     |
| 12    | 25 a 29 | 12    |
| 8     | 20 a 24 | 8     |
| 32    | 15 a 19 | 20    |
| 4     | 10 a 14 | 16    |
| 20    | 5 a 9   | 8     |
| 4     | 0 a 4   | 8     |

## Economia
El 2007 la població en edat de treballar era de 357 persones, 270 eren actives i 87 eren inactives. De les 270 persones actives 248 estaven ocupades (146 homes i 102 dones) i 22 estaven aturades (10 homes i 12 dones). De les 87 persones inactives 26 estaven jubilades, 29 estaven estudiant i 32 estaven classificades com a «altres inactius».

### Ingressos
El 2009 a Les Pineaux hi havia 232 unitats fiscals que integraven 592 persones, la mediana anual d'ingressos fiscals per persona era de 16.333 €.

### Activitats econòmiques
Dels 13 establiments que hi havia el 2007, 8 eren d'empreses de construcció, 1 d'una empresa de comerç i reparació d'automòbils, 1 d'una empresa de transport, 1 d'una empresa financera i 2 d'empreses de serveis.
Dels 8 establiments de servei als particulars que hi havia el 2009, 1 era una oficina bancària, 1 paleta, 3 guixaires pintors, 2 fusteries i 1 electricista.
L'any 2000 a Les Pineaux hi havia 19 explotacions agrícoles que ocupaven un total de 1.442 hectàrees.

## Equipaments sanitaris i escolars
El 2009 hi havia una escola elemental.

## Poblacions més properes
El següent diagrama mostra les poblacions més properes.